# 福島祐一
福島 祐一（ふくしま ゆういち、1984年 - ）は、日本のアニメーションプロデューサー。JOEN代表取締役、CloverWorks執行役員副社長、MAPPA社外取締役。群馬県出身。

## 歴史
『攻殻機動隊』などを視聴しアニメ自体に興味を持ち始め、偶然テレビで『PEACE MAKER 鐡』を視聴し冒頭の池田屋事件のシーンに圧倒され、エンディングクレジットにてゴンゾが制作しているのを知る。アニメの作り方を知りたかった福島は他業界で受かった企業もあったものの、ゴンゾに入社することを決める。
大学を卒業後ゴンゾへ入社し1年間制作進行を務め、その後はA-1 Picturesへ異動。2013年に放送された『ビビッドレッド・オペレーション』で初のアニメーションプロデューサーを務める。
現在はA-1 Pictures高円寺スタジオを分割する形で設立されたCloverWorksのプロデューサーとして数多くの作品に関わっている。
2022年5月30日、CloverWorks・ウィットスタジオ・アニプレックス・集英社の4社によって設立されたJOENの代表取締役に中武哲也と共同で就任。
2025年4月1日付でMAPPAの社外取締役に就任。

## 参加作品

### テレビアニメ
2007年
- ぼくらの（制作進行）

2008年
- 鉄のラインバレル（制作進行）

2009年
- 鉄腕バーディー DECODE:02（制作進行）

2010年
- ソ・ラ・ノ・ヲ・ト（制作進行）

2011年
- フラクタル（制作進行）
- THE IDOLM@STER（制作進行）

2012年
- マギ The labyrinth of magic（制作進行）

2013年
- ビビッドレッド・オペレーション（アニメーションプロデューサー）

2014年
- 四月は君の嘘（アニメーションプロデューサー）

2015年
- アイドルマスター シンデレラガールズ（アニメーションプロデューサー）

2016年
- Occultic;Nine -オカルティック・ナイン-（アニメーションプロデューサー）

2017年
- アイドルマスター SideM（アニメーションプロデューサー）
- THE IDOLM@STER Prologue SideM -Episode of Jupiter-（アニメーションプロデューサー）

2018年
- スロウスタート（制作プロデューサー）
- ダーリン・イン・ザ・フランキス（アニメーションプロデューサー）

2019年
- Fate/Grand Order -絶対魔獣戦線バビロニア-（アニメーションプロデューサー）
- 約束のネバーランド（アニメーションプロデューサー）

2022年
- 明日ちゃんのセーラー服（アニメーションプロデューサー）
- SPY×FAMILY（プロデューサー）

2023年
- SPY×FAMILY（Season 2、プロデューサー）

2024年
- WIND BREAKER（プロデューサー）
- 黒執事 -寄宿学校編-（プロデューサー）
- 逃げ上手の若君（プロデューサー）

### 劇場アニメ
2013年
- 聖☆おにいさん（制作デスク）

2014年
- THE IDOLM@STER MOVIE 輝きの向こう側へ!（アニメーションプロデューサー）

2016年
- 同級生（アニメーションプロデューサー）

2021年
- Fate/Grand Order -終局特異点 冠位時間神殿ソロモン-（制作プロデューサー）

2023年
- 劇場版 SPY×FAMILY CODE: White（プロデューサー）

### Webアニメ
2020年
- サクラ革命 〜華咲く乙女たち〜 スペシャルアニメ（アニメーションプロデューサー）

2021年
- パワフルプロ野球 パワフル高校編（制作統括）

### その他
2021年
- アイドルマスターシリーズ コンセプトムービー2021「VOY@GER」（アニメーションプロデューサー）

2022年
- DIALOGUE+「1000万回ハグなんだ」MV（制作統括）
- Eve「白雪」MV（アニメーションプロデューサー）